# Зубово (Ізносковський район)
Зубово (рос. Зубово) — присілок в Ізносковському районі Калузької області Російської Федерації.
Населення становить 15 осіб. Входить до складу муніципального утворення Село Ізноски.

## Історія
Від 2004 року входить до складу муніципального утворення Село Ізноски

## Населення
| 2002 | 2010 |
| ---- | ---- |
| 33   | ↘15  |